# Juntas del Río Frío
Juntas del Río Frío är en ort i Mexiko.   Den ligger i kommunen Coyuca de Catalán och delstaten Guerrero, i den södra delen av landet, 250 km sydväst om huvudstaden Mexico City. Juntas del Río Frío ligger 716 meter över havet och antalet invånare är 150.
Terrängen runt Juntas del Río Frío är bergig åt sydväst, men åt nordost är den kuperad. Juntas del Río Frío ligger nere i en dal. Runt Juntas del Río Frío är det glesbefolkat, med 8 invånare per kvadratkilometer. Närmaste större samhälle är Las Mesas de Pineda, 8,0 km öster om Juntas del Río Frío. I omgivningarna runt Juntas del Río Frío växer huvudsakligen savannskog.